# مسحاج الضبي
أبو موسى مسحاج بن موسى الضبي الكوفي، أخو سماك بن موسى، تابعي، وأحد رواة الحديث النبوي، من أهل الكوفة.

## روايته للحديث النبوي
- روى عن: أنس بن مالك.
- روى عنه: جرير بن عبد الحميد، وأبو زهير عَبْد الرحمن بْن مغراء، وعمار بْن رزيق الضبي، ومروان بن معاوية، ومغيرة بن مقسم الضبي ومات قبله، وأبو معاوية الضرير.[1]
- الجرح والتعديل: وثّقه يحيى بن معين، وأبو داود، قال أبو زرعة الرازي: «لا بأس به»، روى له أبو داود حديثًا واحدًا في السنن.[1]